# Piano di Magadino
Piano di Magadino är en slätt i Schweiz.   Den ligger i kantonen Ticino, i den sydöstra delen av landet, 140 km sydost om huvudstaden Bern.
Omgivningarna runt Piano di Magadino är en mosaik av jordbruksmark och naturlig växtlighet. Runt Piano di Magadino är det ganska tätbefolkat, med 214 invånare per kvadratkilometer.